# プロケアアイラッシュ
プロケアアイラッシュ(PROCARE Eyelash)は、東京都新宿区に本社を置く、株式会社プロケアラボが運営するアイラッシュサロンである。まつ毛エクステンション・ラッシュリフト関連商材、化粧品の研究開発、卸、販売を行っている。

## 沿革
- 2000年3月 - エムアンドケイ株式会社を設立。
- 2004年4月 - 日本にてまつ毛エクステンションについての研究サロンをオープン。
- 2004年10月 - 研究サロンの研究結果に基づくまつ毛エクステンション専門スクールを開校。
- 2006年4月 - スクール卒業生が100名を超える。
- 2006年9月 - まつ毛エクステンション専門サロンをプランタン銀座店内にオープン。
- 2007年8月 - スクール卒業生が500名を超える。
- 2008年3月 - スクール卒業生が1000名を超える。
- 2008年8月 - 新宿本店オープン。
- 2009年3月 - スクール卒業生が1500名を超える。
- 2011年2月 - 新宿マルイ本館店オープン。
- 2015年11月 - 株式会社クオンタムソリューションズの完全子会社となる。
- 2017年5月 - 有楽町マルイ店オープン。
- 2018年6月 - 銀座店を有楽町マルイ店に総合移転。
- 2018年6月 - まつ毛エクステンション専門化粧品ブランド「PLURECIL」がプロテオグリカン配合シリーズとしてリニューアル販売開始。
- 2019年3月 - 社名を「株式会社プロケアラボ」へ商号変更。
- 2019年5月 - 不死化ヒト歯髄幹細胞順化培養液※を配合した新ブランド「Rejuage」を販売開始。※保湿成分
- 2022年10月 - 不死化ヒト歯髄幹細胞順化培養液※を配合した新ブランド「ミチルフル アイラッシュセラム me-cil.ful」を販売開始。※保湿成分
- 2023年11月 - 新宿マルイ本館店を新宿本店に統合移転。

## 関連事項
- まつ毛エクステンション
- ラッシュリフト

## サロンのご案内 (2023年12月現在)
新宿本店

東京都新宿区新宿3-34-12 下菊ビル7F

03-5367-9607

営業時間：11：00～20：00

定休日：不定休

有楽町マルイ店

東京都千代田区有楽町2-7-1 有楽町マルイ5F

03-6269-9008

営業時間：11:00～20:00

定休日：有楽町マルイに準ずる